# معركة كتندة
معركة كتندة أو معركة قتندة هي معركة دارت في 24 ربيع الأول 514 هـ/22 يونيه 1120 م بين قوات ألفونسو الأول ملك أراغون وجيش مرابطي يقوده إبراهيم بن يوسف بن تاشفين في موقع يسمى كتندة بالقرب من دروقة، وانتهت بهزيمة مريرة للمرابطين فتحت الطريق أمام ألفونسو المحارب للاستيلاء على مدينتي قلعة أيوب ودروقة. وشهد هذه الموقعة الفقيه أبو علي الصدفي الذي جَنَّدَ الكثير من زملائه وتلاميذه أمثال أبو عبد الله بن الفراء الأندلسي وأبو بكر بن العربي وذو الوزارتين ابن القصيرة وعبد الرحمن بن فتح اللخمي.